# Young European Research Universities Network
Das Young European Research Universities Network (YERUN) ist eine 2015 gegründete Hochschulallianz mit Sitz in Brüssel, die 24 junge forschungsorientierte Universitäten aus 18 europäischen Ländern verbindet. Das Netzwerk zielt auf eine strategische Zusammenarbeit junger Universitäten, um die zukünftige Bildungspolitik zu beeinflussen. Weiterhin verfolgt die Initiative das Ziel, die Mobilität von Studierenden, Forschenden und Verwaltungsmitarbeitern zwischen den Mitgliedsinstitutionen zu erhöhen.

## Geschichte
YERUN wurde im Januar 2015 durch 18 europäische Universitäten als Netzwerk gegründet. Ein Letter of Intent war am 9. Januar in Brüssel unterzeichnet worden. Ein erstes Treffen fand im Rahmen des Young Universities Summit der Times Higher Education im April 2015 in Dublin statt. Das Netzwerk ließ sich am 8. November 2016 als internationale Non-Profit-Organisation (AISBL) mit Sitz in Brüssel in das europäische Transparenz-Register eintragen. 2018 schlossen sich sieben Universitäten aus dem Netzwerk zu YUFE – Young Universities for the Future of Europe zusammen, um sich an der Pilotausschreibung der EU zu Europäischen Netzwerkuniversitäten zu beteiligen.
Einige der Gründungsuniversitäten verließen im Laufe der Jahre das Netzwerk, andere traten bei. Stand Februar 2025 besteht das Netzwerk aus 24 Mitglieder aus 18 europäischen Ländern.

## Ziele und Aktivitäten
YERUN will junge, forschungsorientierte Universitäten mit einem Gründungsdatum nach 1960 vernetzen. Es fördert den Austausch von Jung-Wissenschaftlern zwischen den Mitgliedern und wirbt gemeinschaftlich Forschungsgelder ein. Außerdem soll es die Interessen der jungen Universitäten in der europäischen Forschungspolitik vertreten. Dazu wurde ein Büro am Sitz der EU-Kommission in Brüssel eingerichtet, das auch die internationalen Tätigkeiten des Netzwerks koordiniert.

## Verliehene Preise

### YERUN Open Science Award
Der Preis fördert die Umsetzung von Open-Science-Prinzipien in der wissenschaftlichen Arbeit. Bewerben können sich Individuen und Teams aus dem Netzwerk. Gefördert werden bis zu fünf Initiativen jährlich mit einem Preisgeld von 2000 Euro.

### YERUN Research Mobility Award
Für den Mobility Award können sich Forschende oder administrativ Tätige von je zwei Mitgliedsuniversitäten als Duo oder Team bewerben. Gefördert wird Reise und Aufenthalt an Mitgliedsuniversitäten. Gefördert werden jährlich 10 Teams.

## Organisation
Das Netzwerk wird geleitet von der General Assembly, das ist eine Versammlung der Rektoren, Vizekanzler oder jeweiligen Präsidenten der Universitäten. Sie tagt mindestens einmal im Jahr. Die Versammlung wählt einen fünfköpfigen Vorstand (Executive Board), dessen Vorsitz der Präsident innehat. Er wird für zwei Jahre gewählt, eine zweite Amtszeit ist möglich.
Gründungspräsident von 2015 bis 2019 war Juan Romo. Stand März 2025 ist Dag Rune Olsen (Universität Tromsø) Präsident. Das Brüsseler Büro wird seit der Gründung von der Generalsekretärin Silvia Gomez Recio geleitet.

## Mitgliedsuniversitäten
| Land                   | Institution                                          | Beitrittsjahr |
| ---------------------- | ---------------------------------------------------- | ------------- |
| Belgien                | Universität Antwerpen                                | 2015          |
| Dänemark               | Syddansk Universitet                                 | 2015          |
| Deutschland            | Universität Bremen                                   | 2015          |
| Deutschland            | Universität Konstanz                                 | 2015          |
| Deutschland            | Universität Potsdam                                  | 2022          |
| Deutschland            | Universität Ulm                                      | 2015          |
| Estland                | Universität Tallinn                                  | 2024          |
| Finnland               | Universität Ostfinnland                              | 2015          |
| Frankreich             | Universität Paris-Dauphine                           | 2015          |
| Irland                 | University of Limerick                               | 2021          |
| Italien                | Universität Tor Vergata (Rom)                        | 2015          |
| Kroatien               | Universität Rijeka                                   | 2021          |
| Niederlande            | Universität Maastricht                               | 2015          |
| Norwegen               | Universität Südost-Norwegen                          | 2022          |
| Norwegen               | Universität Tromsø – Norwegens Arktische Universität | 2021          |
| Österreich             | Universität Klagenfurt                               | 2022          |
| Polen                  | Nikolaus-Kopernikus-Universität Toruń                | 2023          |
| Portugal               | Universidade Nova de Lisboa                          | 2015          |
| Schweden               | Universität Malmö                                    | 2025          |
| Spanien                | Universität Carlos III (Madrid)                      | 2015          |
| Vereinigtes Königreich | Brunel University (London)                           | 2015          |
| Vereinigtes Königreich | University of Essex                                  | 2015          |
| Vereinigtes Königreich | University of Stirling                               | 2022          |
| Zypern                 | Universität Zypern (Nicosia)                         | 2021          |

Gründungsmitglieder, die das Netzwerk wieder verließen, waren: Autonome Universität Madrid, Autonome Universität Barcelona, Dublin City University, Universität Linköping und Universität Pompeu Fabra.